# محمدجواد ایروانی
محمدجواد ایروانی (زادهٔ ۱۳۲۷) اقتصاددان نهادگرا، سیاستمدار و مدرس دانشگاه ایرانی است. او عضو مجمع تشخیص مصلحت نظام است و از سال ۱۳۸۶ به‌عنوان معاون نظارت و حسابرسی دفتر رهبر جمهوری اسلامی فعالیت می‌کند.
او فعالیت‌های مدیریتی خود را در سال ۱۳۵۸ با ریاست شرکت بازرگانی دولتی ایران آغاز کرد و در دوره دوم نخست‌وزیری میرحسین موسوی برای ۴ سال وزیر امور اقتصادی و دارایی بود. وی در مدت وزارت به عنوان رئیس کمیته تخصیص ارز، رئیس کمیسیون اقتصادی دولت و عضو شورای اقتصاد نیز فعالیت می‌کرد.
در دوره وزارت ایروانی، در سطح اقتصاد خرد نوعی از اقتصاد کوپنی و در سطح اقتصاد کلان اجرای سیاست تخصیص ارز با ده‌ها نرخ مؤثر توسط کمیته تخصیص ارز و دولتی کردن و منحصر کردن تجارت خارجی به افراد دارای مجوز جدی‌تری از قبل اعمال شد. همچنین سیاست قیمت‌گذاری و کار تعزیراتی برای ثابت نگهداشتن قیمت کالاها و خدمات که از سال ۱۳۶۰ و قبل از آن انجام می‌شد گسترش یافت. کار تا جایی پیش رفت که تقریبا تمام بازرگانی خارجی و کار خرید، واردات و توزیع کالاهای مصرفی مردم و صنایع دولتی گشت و تامین کامیون در بنادر یا تخلیه گوشت از هواپیمای باری ۷۴۷ به کار روزمره دولتی‌ها تبدیل شد. توزیع کالاها و خدمات به شکل دولتی عمدتا همراه با ثابت نگهداشتن قیمت رسمی آن‌ها از سال ۱۳۶۰ تا ۱۳۶۷ شد. لذا در جامعه روش‌های دیگر معامله این اقلام یا بازار‌های موازی شکل گرفت که تفاوت قیمت فاحشی با قیمت دولتی داشتند و بسیاری مشغول کار زائد دلالی این اقلام یا کوپن آن‌ها شدند. در این دوره، سه سیاست اقتصادی شامل افزایش تعهدات مالی دولت با مصادره و اداره بنگاه‌ها و کارخانه‌ها، تلاش برای ارزان کردن کالاها از طریق تخصیص ارزان منابع ارزی محدود کشور به واردکنندگان آن‌ها و قیمت گذاری تقریباً تمام کالاها و خدمات دولتی و خصوصی مهم در اقتصاد انجام شد که موجب از صرفه انداختن تولید و تعطیلی بنگاه‌های تولیدی و خدماتی غیردولتی شد. پاسخ دولت وقت به راکد شدن این کارخانه‌ها و بنگاه‌ها، مصادره آن‌ها به اسم نخوابیدن اقتصاد بود که موجب تشدید مهاجرت کارکنان متخصص و مالکان آن‌ها و فرار سرمایه می‌شد. صنایع مشمول قیمت‌گذاری محصولات بعضا برای جبران بخشی از ناترازی مالی خود و تعطیل نشدن، تامین نیاز به کالاهای مورد نیاز از طریق واردات را بر خرید مشابه تولیدات داخلی آن‌ها اولویت می‌دادند تا با دریافت ارز ارزان دولتی، ادامه تولید را به صرفه کنند. در بخش مالیه دولت، این سه سیاست به تدریج موجب تشدید کسری بودجه ریالی دولت شدند، به نحوی که با وجود ثابت ماندن بودجه جنگ از سال ۱۳۶۴ به بعد و عدم تخصیص منابع بیشتر به آن، در سال ۱۳۶۷ کسری بودجه به بیش از ۵۰ درصد بودجه رسید که با افزایش استقراض از بانک مرکزی، قیمت ارزهای خارجی در این سال ۵۸۰ درصد جهش کرد. قیمت نفت به عنوان مهم‌ترین منبع درآمد دولت در ابتدای دهه ۶۰ رشد چشمگیری داشت که کاهش صادرات را پوشش می‌داد ولی از سال ۱۳۶۵ قیمت نزدیک به نصف شد و فروش نفت ایران نیز با وقوع جنگ نفتکش‌ها کاهش بیشتری یافت. برای جلوگیری از تأثیرات منفی این رویداد، در سال ۱۳۶۶ مجلس وقت طرح تأمین منابع مالی ارزی با دریافت وام خارجی را ارائه داد که ایروانی به عنوان وزیر اقتصاد وقت با با این طرح مخالفت کرد و این طرح مجلس به جایی نرسید. دلیل وی برای مخالفت، مشکل ایجاد کردن سود این وام‌ها در زمان پس دادن آن‌ها عنوان می‌شد.
در میانه دهه ۶۰ و در زمان ریاست ایروانی در وزارت اقتصاد، بسیج گسترده نیروها برای کارهای مرتبط با جنگ انجام شده بود، ولی نرخ بیکاری افزایشی بود و به بیش از ۱۴ درصد رشد کرد؛ رقمی کم‌سابقه که به تنهایی می‌تواند توصیفی از وضعیت اقتصادی رخ داده باشد و با توجه به ثبات نسبی سیاسی در سال‌های میانه دهه ۶۰، عمدتاً تحت تأثیر نحوه اداره اقتصاد جنگی کشور ایجاد شد. نرخ مشارکت اقتصادی نیز در این دوره کاهشی بوده و از ۴۰٫۶ درصد در سال ۱۳۶۰ به ۳۸٫۳ درصد در سال ۱۳۶۹ کاهش یافت. برخلاف سایر کشورهای درگیر جنگ، جنگ ایران و عراق با بسیج نیروها برای جنگ، موجب رونق موقت تولید کالا و خدمات و بزرگ شدن حجم اقتصاد نشد، بلکه کوچک شدن اقتصاد به سرعتی رخ داد که در سال ۱۳۶۷ سطح تولیدات اقتصادی کشور به کمترین میزان در ۲۰ سال قبل از آن رسید.
ایروانی در فاصله سال‌های ۱۳۶۸ تا ۱۳۷۶ قائم‌مقام وزیر جهاد سازندگی و از ۱۳۷۶ تا ۱۳۸۶ ریاست ستاد اجرایی فرمان امام را برعهده داشت. ایروانی دانش‌آموخته دانشکده مدیریت دانشگاه تهران است.

## دوران وزارت

### سیاست‌گذاری اقتصادی
ایروانی در دولت میرحسین موسوی در بین سال‌های ۱۳۶۸–۱۳۶۴ در سمت وزیر امور اقتصادی و دارایی به عنوان رئیس کمیته تخصیص ارز، رئیس کمیسیون اقتصادی دولت، عضو شورای اقتصاد فعالیت می‌کرد. در این دوره با وجود آنکه نرخ رسمی ارز در فاصلهٔ سال‌های ۱۳۵۹ تا ۱۳۶۷ ثابت نگه داشته شد ولی برای واردات و صادرات کالاها، گروه‌های ارزی و مجوزهای خاص ایجاد شده بود و با توجه به آنها نرخ تبدیل ارز واردات و صادرات کالاها توسط کمیته تخصیص ارز محاسبه می‌شد. در طول این دوره به تدریج به تعداد این نرخ‌های تخصیص ارز افزوده می‌شد و بعضاً دلار دولتی و بازار ۱۵۰۰ درصد تفاوت قیمت داشتند. واردات کالاهایی که غیر ضروری تشخیص داده شده بود به کل ممنوع شده بود و مواد غذایی و کالاهای ضروری توسط یک سیستم توزیع دولتی و کوپنی عرضه می‌شدند و این سیستم ارزی و تجاری باعث ایجاد رانت‌های گسترده ارزی، بازارهای زیر زمینی و مشاغل کاذب از قبیل فروش ارز و کوپن و احتکار مواد غذایی شده بود. واردات کالاها با نرخ ارزان دولتی و اجبار به تحویل ارز صادر کننده با نرخ پایین به دولت در این دوران باعث از صرفه افتادن فعالیت‌های تولیدی و تعطیل شدن کارگاه‌ها و کارخانجات تولیدی در ایران و مهاجرت گسترده صاحبان این صنایع شد که اموال و کارخانجات این افراد نیز در ادامه اجرای قوانین مصادره اموال پس از انقلاب ۱۳۵۷ ایران با عناوینی مثل «احیاء و اداره صحیح صنایع و توسعه» و «نجات صنعت و اقتصاد کشور» بعد از تعطیلی توسط دولت وقت مصادره می‌شدند.
ایروانی دربارهٔ سیاست‌های ارزی دوران وزارت خود گفته که روشی که ما در پیش گرفتیم رهاسازی نبود و مسئله تخصیص ارز توسط تیم اقتصادی دولت مدیریت می‌شد. شاخص‌ترین اقدام، تأسیس و همچنین فعال شدن «کمیته تخصیص ارز» بود که دبیرخانه آن در بانک مرکزی و وزیر اقتصاد ریاست آن را بر عهده داشت. میزان ارز تخصیصی به سفرهای تفریحی خارجی کاهش یافته و واردات کالاهای لوکس و غیرضروری غیرمجاز شد. به کالاهای اساسی مانند برنج، گندم، جو، ذرت و … در کنار وجود مخارج نظامی کشور در آن سالها و کالاهایی که به بهداشت و درمان مردم مرتبط بود، اولویت داده می‌شد. ضمن اینکه ردیفی به کالاهای حساس و ضروری اختصاص می‌یافت و ردیفی هم برای صنوف تولیدی ایجاد کرده بودیم. ما یک الگو برای تخصیص منابع محدود ارزی داشتیم تحت عنوان کالاهای اساسی، نیازهای دفاعی، فهرست کالاهای حساس و ضروری (نظیر اقلام داروئی-بهداشتی) و … یعنی ساختار الگوی تخصیص منابع ارزی به‌صورت تلفیقی، هم به صورت بخشی و هم چنین به صورت دستگاهی و وزارتخانه‌های مختلف بود. در همین دوران دفاع مقدس پیشرفت‌های عمرانی قابل ملاحظه ای غیر از بودجه عمومی دولت، از محل منابع و سپرده‌های بانکی در کشور اتفاق افتاد؛ مثلاً پتروشیمی اراک، سرم سازی ثامن، سرم سازی قاضی تبریز، سدسازی، آزاد راه‌ها، سیمان شاهرود، لاستیک سازی اردبیل و صدها پروژه بزرگ در زمان جنگ افتتاح و تأسیس شد که نتیجه نوع نگاه متفاوت و سازنده نسبت به منابع و سپرده‌های بانکی و حمایت از تولید آن هم در زمان جنگ بود. بانک‌ها در سال ۶۴ تا ۶۸ علی‌رغم شرایط جنگی در خدمت توسعه کشور بودند. در مورد ارز اختصاصی برای اعزام بیماران به خارج، هیئت امنای ارزی پزشکی تشکیل و بیماری هائی که در داخل امکان معالجه و درمان داشت، در داخل انجام و ارز قابل توجه آن به ورود گسترده تجهیزات پزشکی به کشور و تجهیز مراکز درمانی و بهره‌مندی از پزشکان برجسته کشور و در نهایت صرفه جوئی فراوان ارزی آنهم در زمان جنگ که حوزه پزشکی اهمیت فراوانی می‌یابد، صورت پذیرفت. پیشرفت‌های افتخار آفرین گسترده پزشکی و پزشکان ایرانی دستاورد این سیاست دوران جنگ بود. در بخش مصارف ارزی تراز پرداختها کاهش ایجاد شد و در بخش منابع ارزی تراز پرداختها با ایجاد مشوق واقعی موقعیتهای خوبی برای صادرکنندگان ایجاد گردید؛ یعنی به ازاء یک دلار صادرات علاوه بر ۷ تومان ارز صادراتی ۵۰۰ درصد آن یعنی ۳۵ تومان اضافه و یارانه به به صادرکننده پرداخت می‌شد؛ یعنی به ازاء یک دلار صادرات، ۴۲ تومان به فوریت نصیب صادرکننده می‌شد. به‌کارگیری سیاست تعرفه روی واردات و حمایت و تشویق برای صادرات به خوبی جواب داد و اقتصاد با ۵/۷ میلیارد دلار درآمد ارزی توانست تا حدودی از عدم تعادل ارزی بکاهد و به بهبود تراز تجاری کمک کند تا کشور بتواند در شرایط سخت جنگی مقاومت کند. با استفاده از ارز و بهره‌گیری از روش‌های جدید معاملات بین‌المللی مثل BTC و نظام پرداختهای تهاتری و … و با مدیریت قوی تخصیص ارز، تراز پرداختهای کشور مدیریت شد.
سیاست ارزی در این دوره در نهایت به دلیل دامن زدن به فرار سرمایه، رواج کارهای غیر مولد و تضعیف اقتصاد ملی، با وجود ممنوعیت کامل واردات کالاهای غیر ضروری تشخصی داده شده، با تخصیص ارز با نرخ‌های پایین‌تر از قیمت تعادلی به اتمام ذخایر ارزی کشور و شوک درمانی ارزی منتهی شد؛ به طوری که در ابتدای سال ۱۳۶۷ طبق آمار بانک مرکزی نرخ دلار بازار آزاد به یکباره از ۱۴٫۱ تومان به ۹۶٫۶ تومان (۵۸۰ درصد) افزایش یافت و نخست‌وزیر وقت، میرحسین موسوی اعلام کرد که دیگر حتی ۱ دلار برای تخصیص به جنگ نداریم. فرار گسترده سرمایه از ایران و هدر رفت آن با هدایت به سمت مشاغل کاذب مثل فروش کوپن، ارز و احتکار مواد غذایی در این دوره درحالی بود که بودجه جنگ کشور به نرخ‌های ثابت از سال ۱۳۶۰ به بعد نه تنها افزایش چشمگیر نداشت بلکه از سال ۱۳۶۵ هر سال رو به کاهش بود و تأمین نشدن تجهیزات مورد نیاز برای جنگ از دلایل اصلی عدم موفقیت ایران در رسیدن به اهداف جنگی، افزایش تلفات و شکست‌ها در میدان‌های جنگ بود که به از دست دادن پی در پی خاک در سال ۱۳۶۷ و پذیرش قطعنامه ۵۹۸ ختم شد.

#### طرح فروش ارزی - ریالی کمیته تخصیص ارز
طرح فروش ارزی - ریالی کمیته تخصیص ارز نیز یکی از مباحث پر چالش در این دوران بود. بر اساس این طرح دریافت کنندگان کالا باید برای پرداخت بهای کالای مورد نظر ترکیبی از ارز و ریال را پرداخت می‌کردند که این امر نارضایتی‌های گسترده‌ای در بین مردم ایجاد کرد. این طرح موجب شد کار بسیاری از فعالان اقتصادی نیازمند کالاهای وارداتی که درآمد ارزی نداشتند مختل شود و از طرف دیگر فعالان اقتصادی مجبور به رجوع به بازار ارز غیررسمی برای تهیه ارز برای شرکت در طرح فروش ارزی - ریالی کالاهای وارداتی شوند.

### مخالفت با وام خارجی در زمان جنگ
از سال ۱۳۶۴ با کاهش درآمدهای خارجی و داخلی دولت، کسری بودجه دولت درگیر جنگ تشدید شد و راهکار وام خارجی برای اداره جنگ مطرح شد. ایروانی بیان می‌کند که در جلسه‌ای غیر علنی در مجلس در سال ۱۳۶۶ که برای بررسی دریافت وام خارجی برای رونق بخشی به اقتصاد و اداره جنگ تشکیل شده بود، او در سمت وزیر اقتصاد با گرفتن وام خارجی به شدت مخالفت می‌کند و دلیل خود را این می‌داند که ۱۰ سال دیگر که سررسید وام می‌رسد، باید با بهره بازپرداخت انجام شود و این آغاز مشکلات است.
وی در این باره اظهار داشته که من به شدت با استقراض خارجی (در سال ۱۳۶۶) مخالف بودم و معتقد بودم نباید باب استقراض از خارج در کشور باز شود. گرچه با این اقدام، به خاطر افزایش فوری و اجابت تقاضای کالاهای مصرفی وارداتی در کشور و محدود شدن تورّم، رضایت موقت مردم جلب می‌شود ولی در بلندمدت در زمان بازپرداخت همراه با انباشت‌های مکرّر میزان وام‌ها، این مشکلات گریبان اقتصاد را خواهد گرفت. بنده از سال‌های جوانی به دلیل مطالعاتم در حوزه وام‌های بین‌المللی، صندوق بین‌المللی پول و بحران‌های حاصل از آن اصولاً بی بند و باری مالی و استقراض خارجی را یک تهدید بزرگ برای کشور، منافع ملی و انقلاب می‌دانستم. در لایحه دولت یوزانس و تهاتر را به جای وام از خارج در سقف محدود بودجه ارزی جایگزین کردیم. در مجلس شورای اسلامی دربارهٔ استقراض خارجی گفتم: اتفاقاً وقتی استقراض صورت می‌گیرد، وفور اتفاق می‌افتد و در کوتاه مدت تأثیر مثبتی بر اقتصاد کشور می‌گذارد و اتفاقاً همه از من به عنوان وزیر اقتصاد خشنود می‌شوند؛ اما بازپرداخت اقساط در سال‌ها بعد به تراز ارزی کشور فشار می‌آورد و از این به بعد تنگناها آغاز می‌شود. در سال ۱۳۶۷ در سخنرانی خود در اجلاس دو سالانه مشترک صندوق بین‌المللی پول و بانک جهانی اعلام کردم نظام پولی بین‌المللی ظالمانه و بحران انباشت بدهی‌های در حال رشد کشورهای در حال توسعه، علامت نظام غیرعادلانه اقتصادی جهان است و باید در این زمینه به کشورهای بدهکار مساعدت شود که مورد استقبال از جانب کشورهای عقب نگه داشته شده قرار گرفت.
وی بیان می‌کند اگر باب استقراض از خارج باز می‌شد، پیش‌بینی قاطع داشته که مسابقه واردات کالاهای گوناگون مصرفی، ایران را به یک کشور بدهکار بزرگ تبدیل می‌کند که در آن زمان این کار را نکرده‌اند و ملامت برخی‌ها را به جان خریده‌اند.

### قیمت گذاری کالاها
در این دهه قیمت عمده کالاها و ارزاق در بازار توسط دولت و وزارت اقتصاد تعیین می‌شد. از نتایج اینکار ایجاد بازارهای سیاه، صف‌های طولانی برای کالاها که دولتی توزیع می‌شدند و هدر رفت وقت و انرژی مردم در صف‌ها، احتکار و انتفاع بیشتر ثروتمندان دارای قدرت خرید از کالاهای ارزان یارانه‌ای بود.
در این دوره با وجود انتقادها، وزارت اقتصاد به مدیریت ایروانی قیمت خدمات و کالاهای دولتی مثل برق، آب، گاز، بنزین، بلیط اتوبوس و … را که از ابتدای دهه ۶۰ ثابت بود، تا آخر دوره مسئولیت ثابت نگه داشت و این کار در شرایطی بود که دولت با کسری بودجه شدید مواجه بود و با وجود ثابت بودن بودجه جنگ از سال ۱۳۶۴ به بعد، در تأمین آن ابراز عجز می‌کرد و همچنین این شیوه تعیین قیمت ثابت شرایطی به وجود آورد که مثلاً در طول جنگ نیروگاه‌های برق هدف قرار می‌گرفت و کاهش تأمین برق رخ می‌داد و به‌جای تشویق مردم به صرفه جویی و تنبیه پر مصرف‌ها با تغییر قیمت برق، روش اعمال قطعی برق گسترده بکار گرفته می‌شد.
در این دوره به دلیل ثابت نگه داشتن بلیط اتوبوس درون و برون‌شهری، در سال ۱۳۶۸ رانندگان از مسافران دو یا چند بلیط برای مسیر دریافت می‌کردند و بدین ترتیب قیمت گذاری بلیط اتوبوس را دور می‌زدند.

## عضویت در مجمع تشخیص مصلحت نظام
ایروانی سال ۱۳۸۱ به عضویت مجمع تشخیص مصلحت نظام درآمد و به صورت مداوم عضو این مجمع بوده است. وی در بیشتر این دوره در کمیسیون اقتصاد، بازرگانی و اداری و کمیسیون امور تولیدی و زیربنایی مجمع تشخیص فعالیت داشته است.
او در مجمع تشخیص از اعضای مخالف طرح‌های واردات خودرو، طرح شفافیت قوای سه‌گانه همراه با شفافیت مجمع تشخیص و نظام نرخ ارز شناور بوده و موافق تثبیت چند نرخی ارز محدود کردن صدور کارت بازرگانی فقط برای کارخانجات و همچنین واردکنندگان و صادرکنندگان شناخته شده (عضو اتاق بازرگانی) و محدود کردن جواز تجارت خارجی به این افراد، ایجاد تسهیلات تکلیفی بر بانک‌ها برای دادن وام‌های بانکی به شرکت‌های تشخیصی به نام هدایت اعتبارات بانکی، خلاف سازوکار هدایت اعتبار مرسوم بانک‌ها به سمت کارهای تولیدی است. او مخالف استقلال بانک مرکزی، حتی در اتخاذ تصمیمات تخصصی است. وی علاوه بر تعیین رئیس این نهاد، خواهان دخالت بیشتر نهادهای حاکمیتی در تصمیم‌گیری‌های تخصصی این نهاد است.
ایروانی مخالف حزبی شدن (تناسبی شدن) انتخابات مجلس تهران است و با طرح استانی شدن انتخابات مجلس نیز با این عنوان که آن را ناعادلانه و مخالف دموکراسی یعنی هر نفر یک رأی برای آحاد مردم ایران و اینکه آن را مخالف با سیاستهای کلی انتخاباتی می‌دانست، مخالفت کرده است.

## دیدگاه‌ها

### گرایش اقتصادی
در سوابق علمی و پژوهشی ایروانی نگارش مقالات و کتب متعددی دیده می‌شود. او به عنوان یک اقتصاددان نهادگرا شناخته می‌شود و در مورد اقتصاد نهادگرایی و تطبیق آن در اجرا مکتوبات متعددی تألیف کرده که از جمله آن‌ها می‌توان به کتاب درآمدی بر نظریه نهادی، مکتب نهادگرایی و جهاد سازندگی، نهادگرایی و نظام مالی پولی و مالی ژاپن، تحلیل و تبیین نهاد گرایی در فعالیت‌های جهاد سازندگی، بخشی از کتاب نهادگرایی، سپاه و انقلاب اسلامی و … اشاره کرد. وی چابکی، انعطاف‌پذیری، نیاز محوری، مردمی بودن و ارزشی بودن را از جمله ویژگی‌های بارز نهادها می‌داند.

### سیاست پولی و ارزی
وی در مورد سیاست ارزی در ایران خواهان اجرای سیاست تثبیت چند نرخی ارز و پگ کردن و ثابت کردن نرخ برابری آن با ارزهای خارجی با تخصیص دولتی، بستن کامل حساب سرمایه ملی و کنترلی و انحصاری کردن تجارت خارجی بوده و هدف و نتیجه آن را جلوگیری از کاهش مستمر ارزش پول ملی می‌داند. او از طرفی خود را مخالف شوک درمانی می‌داند ولی مدافع ساختارهای تثبیت چند نرخی در بازار ارز، خودرو و … است که در نهایت منتهی به افزایش اختلاف قیمت بازاری و تثبیتی قیمت کالای مورد نظر و اصلاح قیمت با شوک درمانی می‌شوند. او در سخنرانی‌ای در خرداد ماه ۱۴۰۲ در پژوهشکده پولی بانک مرکزی در نقد نظام ارزی شناور مدیریت شده:
نظام ارزی شناور مدیریت شده به معنای سقوط (ارزش) پول ملی و فشار روزافزون بر مردم و فعالان اقتصادی کشور است. متأسفانه برخی اوقات در برخی رسانه‌ها طبق برداشت‌های غیر علمی از (نظام ارزی) شناور مدیریت شده به‌طور مستمر به تضعیف پول ملی دامل زده می‌شود … اگر کانال‌های تلگرامی به صورت دستوری (در تعیین نرخ ارز) عمل کنند ایرادی ندارد ولی اگر مقام پولی بنا به وظیفه خودش این (تعیین نرخ) را پیگیری کند تحت این عنوان (تعیین نرخ دستوری) در برخی رسانه‌ها به آن دامن زده می‌شود.
او در اوایل بحران اقتصادی ۱۳۹۹–۱۳۹۷ دربارهٔ دلایل جهش ارزی رخ داده گفته بود: «افزایش قیمت دلار حاصل یک جنگ روانی است. زمان جنگ هم همین‌طور بود. خیار مگر چقدر وابستگی ارزی دارد؟ خودم از چرخی سر چهارراه پرسیدم که چرا خیار گران شده می‌گفت دلار گران شده»

### قیمت‌گذاری
محمدجواد ایروانی در اردیبهشت سال ۱۴۰۲ با انتشار مقاله‌ای در روزنامهٔ فرهیختگان خواستار تعیین قیمت مواد اولیه تولید (مثل تولیدات فولاد و مس کشور)، انرژی و سایر کالاها به صورت داخلی توسط دولت و بدون توجه به بی‌ارزش شدن ریال و نرخ برابری ریال با سایر ارزها می‌شود و در ادامه دربارهٔ نحوه تعیین قیمت ارز و انرژی می‌گوید: «اولین محور تحول در ادبیات سنتی نئولیبرالی رهاسازی نرخ ارز است که معمولاً با اسم رمز حذف یارانه پنهان در سیاستگذاری‌های اقتصادی دنبال می‌شود. برخی معتقدند مابه‌التفاوت قیمت کالاها و خدمات برمبنای نرخ ارز غیررسمی در بازار با قیمت‌های موجود آن کالاها، یارانه پنهان است. این به آن معنا است که نوسان روزانه و غیرمتعارف در نرخ ارز غیررسمی موجب نوسان در قیمت‌ها می‌شود. این درحالی است که به طرف درآمد که تعیین‌کننده توانایی قدرت خرید است بی‌توجهی می‌شود و مبنای بسیاری از تصمیم‌گیری‌های اقتصادی منبعث از تفکر دولت‌زدایی و رهاسازی و آنارشی قیمت‌ها قرار می‌گیرد.»